# Eupithecia nubilaria
Eupithecia nubilaria är en fjärilsart som beskrevs av J. Peter Maassen 1890. Eupithecia nubilaria ingår i släktet Eupithecia och familjen mätare. Inga underarter finns listade i Catalogue of Life.